# Bezirksrabbinat Buchau
Das Bezirksrabbinat Buchau entstand 1832 in Buchau im damaligen Königreich Württemberg und war eines von 13 Bezirksrabbinaten, die auch als Bezirkssynagogen bezeichnet wurden.
Durch einen Erlass des königlichen Ministeriums des Innern vom 3. August 1832 wurden nach der Zusammenlegung oder Auflösung verschiedener jüdischer Gemeinden, die nun insgesamt 41 Kirchengemeinden in 13 Bezirksrabbinate eingeteilt. Buchau wurde Sitz eines Rabbinatsbezirks, da dort eine große jüdische Gemeinde bestand, die 1838  736 Mitglieder hatte. Die Bezirksrabbinate waren der ebenfalls 1832 geschaffenen Oberkirchenbehörde unterstellt. 

## Aufgaben
Die Aufgaben umfassten den Vollzug der landesherrlichen Verordnungen, die Verkündung und den Vollzug der Verordnungen der Oberkirchenbehörde, Beratungen über Schulangelegenheiten, die Verwaltung von Stiftungen und die Verteilung von Almosen. Zur Finanzierung der Bezirksrabbinate wurden Umlagen von den einzelnen jüdischen Gemeinden bezahlt.

## Gemeinden des Rabbinatsbezirks
- Die  Jüdische Gemeinde Buchau war gottesdienstliches Zentrum für die in Ravensburg, Leutkirch, Riedlingen, Wangen im Allgäu und Saulgau ansässigen Juden.
- Jüdische Gemeinde Kappel (heute Bad Buchau)
- Jüdische Gemeinde Buttenhausen (heute Ortsteil von Münsingen)

## Bezirksrabbiner
- 1820 bis 1834: Jakob Kaufmann
- 1834 bis 1841: Moses Bloch
- 1841 bis 1861: Michael Güldenstein
- 1862 bis 1886: Elkan Weimann
- 1887 bis 1914: Jonas Laupheimer